# Sobibor
Sobibor foi um campo de extermínio alemão, localizado na Polônia ocupada pela Alemanha Nazista, que foi parte da Operação Reinhard, no Holocausto. Judeus, prisioneiros de guerra soviéticos e possivelmente ciganos, foram transportados para Sobibor de comboio e sufocados em câmaras de gás alimentadas pelo escapamento de um motor a diesel. Cerca de 260 mil pessoas foram assassinadas em Sobibor pelos alemães.

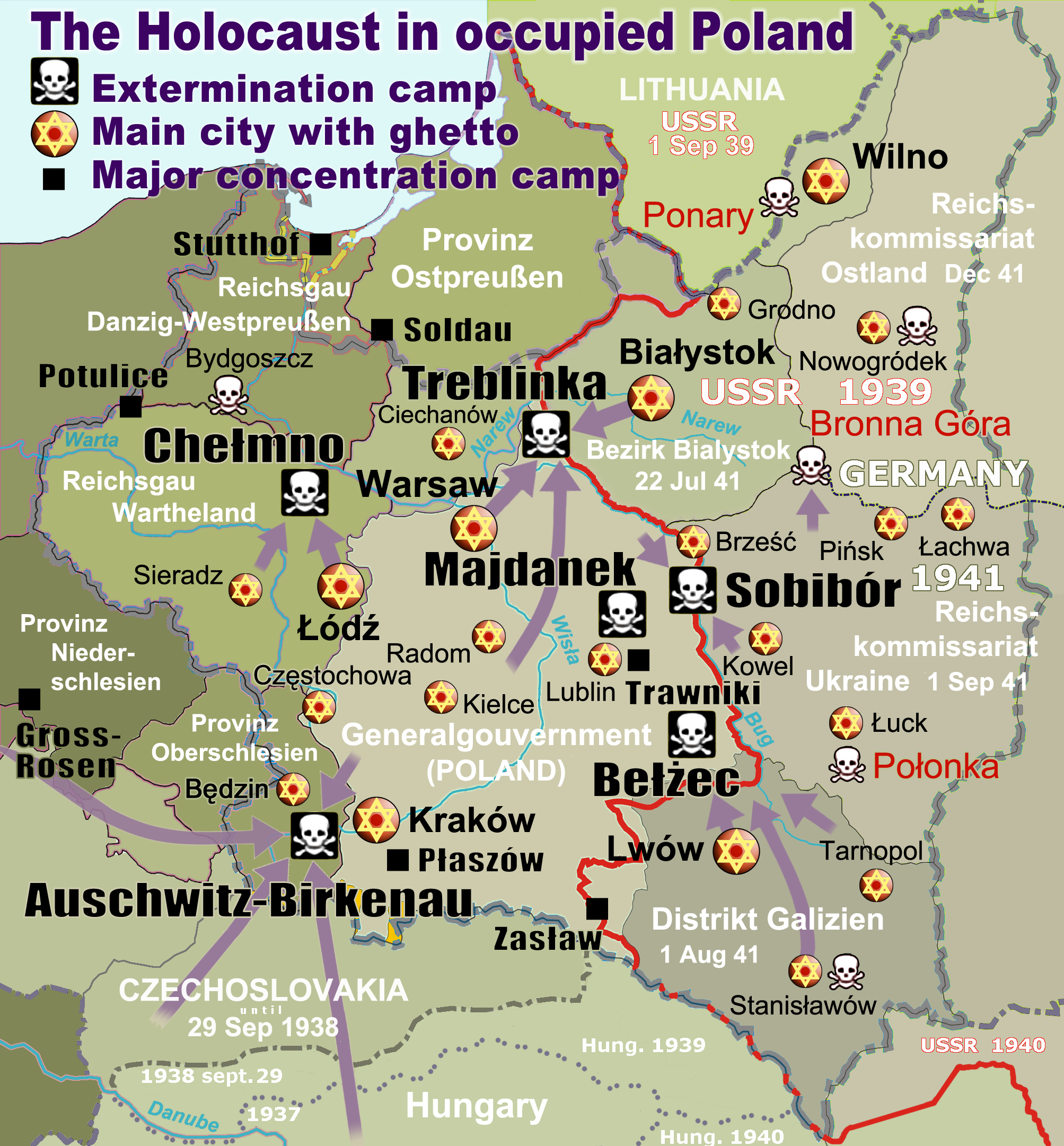
Localização do campo de Sobibor.

Sobibor foi também o sítio da única revolta bem sucedida de prisioneiros de um campo alemão. A 14 de Outubro de 1943, membros da revolta conseguiram matar secretamente 11 dos guardas da SS e alguns guardas ucranianos também. Apesar do plano ter sido matar todos os guardas alemães da SS e sair pela porta principal do campo, as mortes foram descobertas e os prisioneiros tiveram de correr pelas suas vidas em todas as direções. Dos cerca de 600 prisioneiros do campo, usados como escravos, cerca de 300 conseguiram fugir.
A maior parte deles foi cercada e assassinada nos dias subsequentes, mas cerca de 50 prisioneiros conseguiram sobreviver à II Guerra Mundial. Esta fuga forçou os alemães a fechar o campo. Eles desmantelaram-no e plantaram uma floresta no local para tentar esconder o que se tinha passado ali.
A revolta foi dramatizada em 1987 pelo telefilme "Fuga de Sobibor," baseado no livro do mesmo nome escrito por Richard Raschke, publicado em 2011 no Brasil pela editora Universo, retratando, através de testemunhos e documentos, a realidade do campo e a mais bem sucedida revolta ocorrida em um campo de exterminio alemão.
O Documentário "Sobibor, 14 de Outubro de 1943, 16h00" (hora exacta da revolta) do realizador suíço Claude Lanzmann contém uma descrição dos acontecimentos, usando filmes da época e relatos de alguns dos sobreviventes, que hoje vivem em Israel.

## Fotos

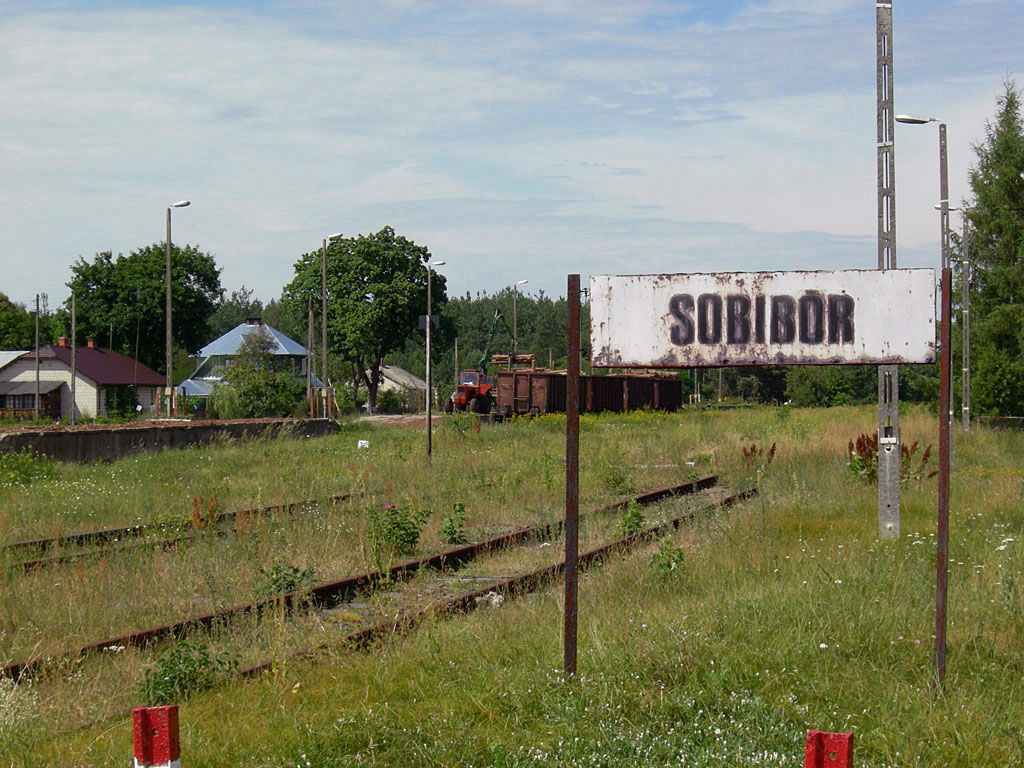
Sobibor
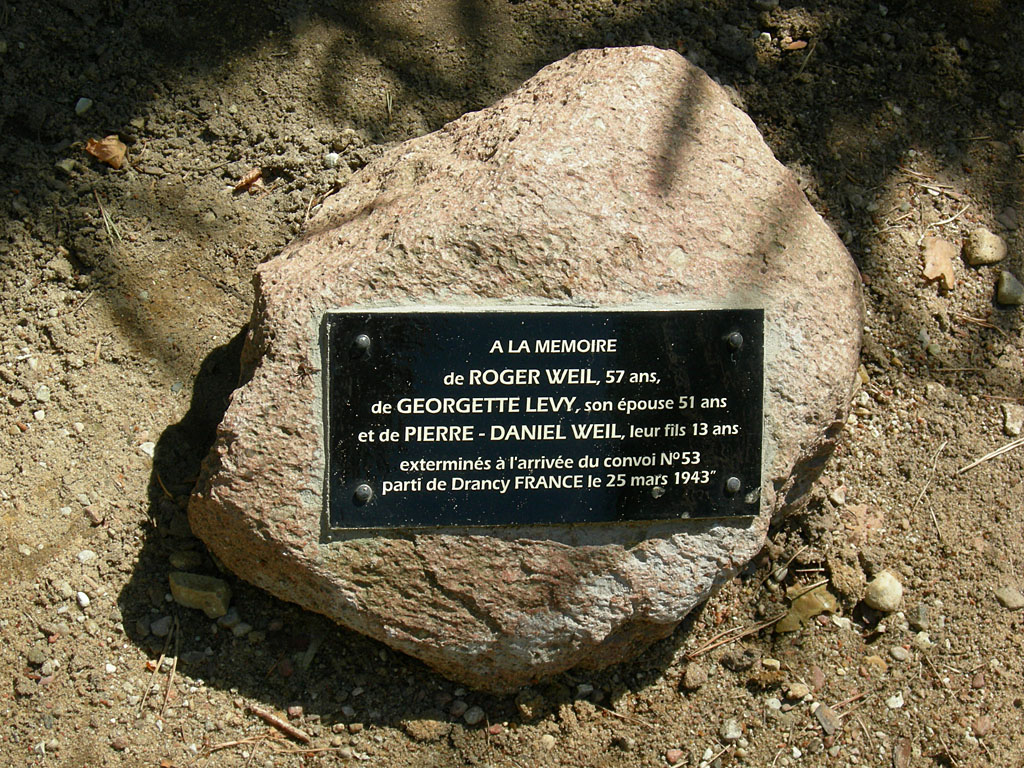
Placa em honra as vitimas em Himmelstrasse
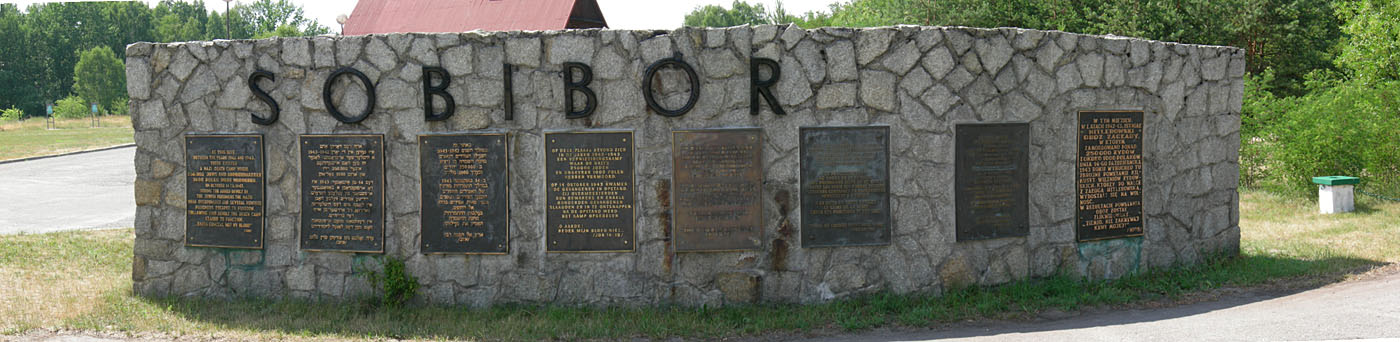
Um memorial na entrada do campo
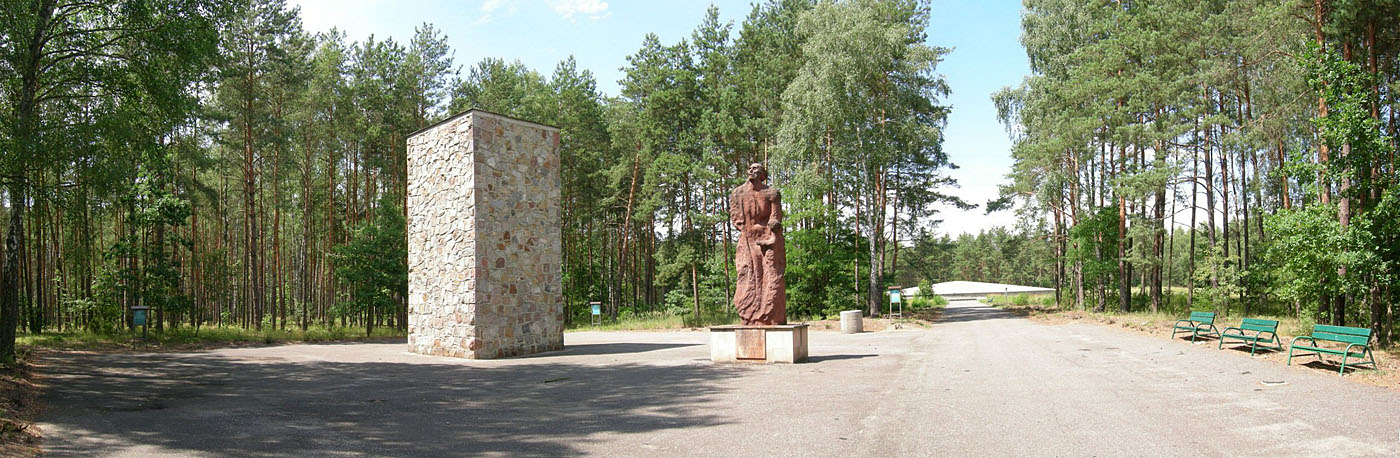
Um memorial dentro do campo
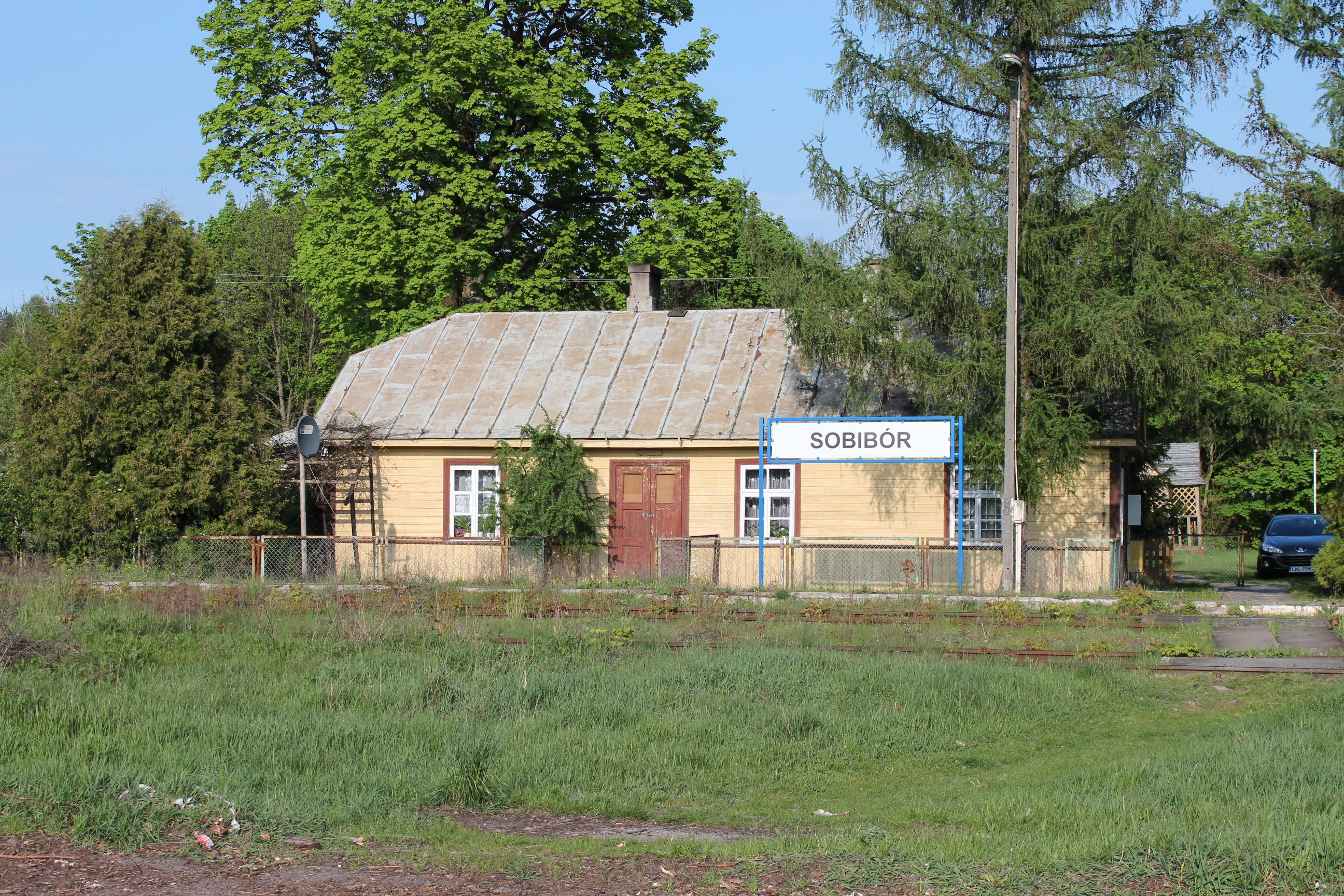
Estação de trem em Sobibor
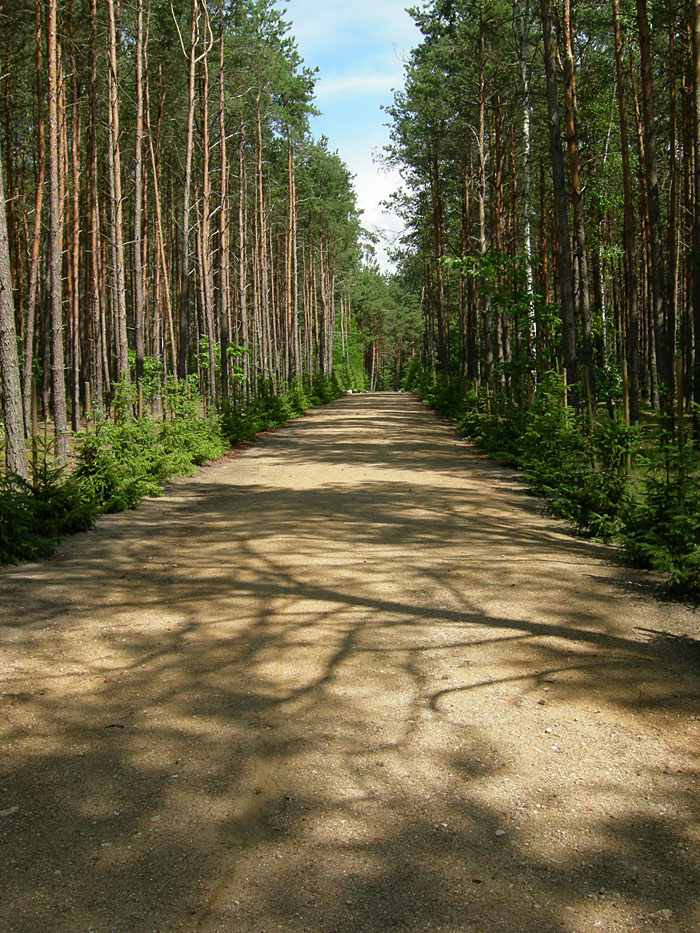
"Himmelfahrtstrasse" (Caminho para o Céu)
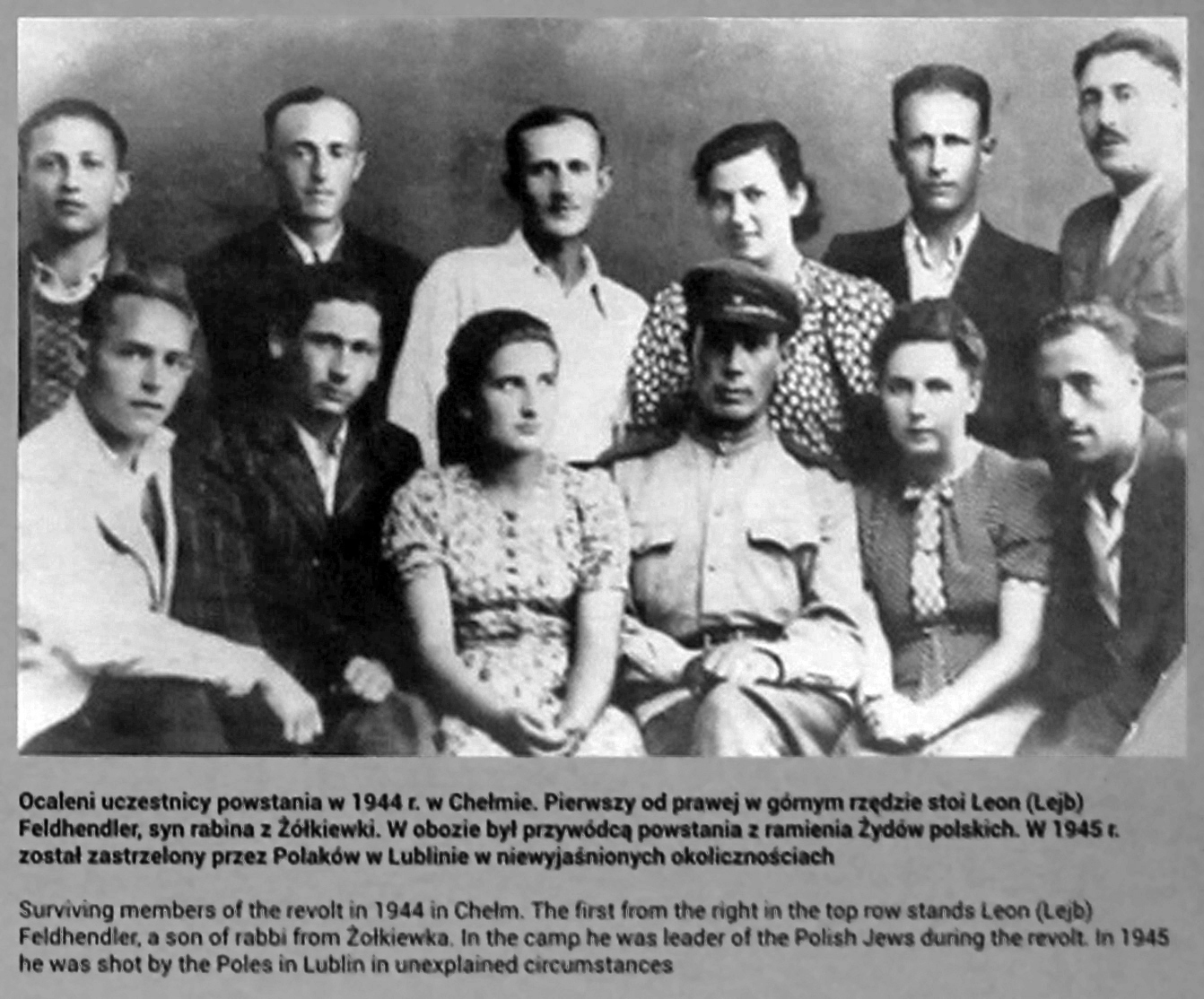
Os insurgentes do campo de extermínio de Sobibor com um oficial do NKVD (pós-guerra)